# Pierre Bazzo
Pierre Bazzo (Borg, Gironda, 17 de gener de 1954) va ser un ciclista francès, que fou professional entre 1976 i 1985. La seva victòria més important fou al GP Ouest France-Plouay de 1983.
Va ser córrer junt amb Lucien van Impe i Joop Zoetemelk.

## Palmarès
- 1976
  - Vencedor d'una etapa del Tour de l'Avenir
- 1979
  - 1r al Gran Premi de Mauléon-Moulins
- 1980
  - Vencedor d'una etapa de la París-Niça
- 1982
  - 1r als Boucles de Flandes
  - 1r al Gran Premi de Mauléon-Moulins
  - Vencedor d'una etapa de la París-Niça
- 1983
  - 1r al GP Ouest France-Plouay
  - 1r al Tour de Vendée
  - 1r al Gran Premi de Mauléon-Moulins
- 1984
  - 1r al Gran Premi de Plumelec
- 1985
  - Vencedor d'una etapa del Critèrium del Dauphiné libéré

## Resultats al Tour de França
- 1977. Abandona (10a etapa)
- 1978. 21è de la classificació general
- 1979. 33è de la classificació general
- 1980. 9è de la classificació general
- 1981. 31è de la classificació general
- 1982. 39è de la classificació general
- 1983. 21è de la classificació general
- 1984. Abandona (11a etapa)
- 1985. 21è de la classificació general

## Resultats a la Volta a Espanya
- 1985. 21è de la classificació general